# ماري تاجليوني
كانت ماري تاجليوني، (بالإنجليزية: Marie Taglioni)، (في الفترة من 23 أبريل 1804 حتى 24 أبريل 1884) راقصة باليه إيطالية/سويدية، تنتمي إلى عصر باليه رومانسي، وتعد إحدى أبرز راقصات الباليه في تاريخ الرقص الأوروبي.

## السيرة الذاتية
ولدت «تاجليوني»، في ستوكهولم في السويد، لأب «إيطالي» كان يعمل مصمم رقصات، وهو فيليبو تاجليوني، وكانت أمها صوفي كارستن، راقصة باليه سويدية، وهي حفيدة مغني الأوبرا السويدي كريستوفر كريستيان كارستين، وجدتها مغنية الأوبرا البولندية صوفي ستيبنوسكا.
كان شقيقها «بول تاجليوني» (1808–1884)، راقص باليه أيضًا، ومصمم رقصات بارعًا، واشتركا سويًا في أداء بعض العروض في بداياتهما.
ارتقت "تاجليوني، درجات الشهرة والمجد "كراقصة أولى"، عندما قام أبوها ومعلمها في الوقت نفسه بتصميم باليه الفتاة الرشيقة في عام 1832 خصيصًا لها.
ولأن هذا العرض كان مصممًا خصيصًا ليتناسب مع موهبتها، كان هذا هو أول باليه لها تؤديه على أطراف الأصابع، يكون له بعد جمالي ولم يكن مجرد حركات أكروباتية، وكان يتضمن عادة حركات عنيفة للذراعين ويتطلب جهودًا فائقة من الراقصين، كما كان متبعًا في أواخر عشرينيات القرن التاسع عشر.
كانت تاجليوني إحدى أشهر راقصات الباليه الرومانسي، والتي ترعرعت موهبتها في الأساس في مسرح جلالة الملكة، في لندن، وفي مسرح الأكاديمية الملكية للموسيقى، التابع لباليه أوبرا باريس.
وفي عام 1827، غادرت تاجليوني باليه مسرح جلالة الملكة لتوقع عقدًا لمدة ثلاث سنوات في سانت بطرسبرغ مع فرقة باليه الإمبراطوري، (المعروفة حاليًا باسم فرقة باليه كيروف/مارينسكي). وتوجهت إلى روسيا بعد أن أدت آخر عروضها في عام 1842، وفي ذروة أدائها والإعجاب الشديد بها، بيع «زوج الأحذية المدببة» الخاص بها بمبلغ وصل إلى مائتي روبل، بل ووصلت المبالغات بالبعض أن ذكروا أن هذا الحذاء تم طهيه وقُدم مع صلصة ليتناوله مجموعة من المولعين بالباليه. وفي يوليو 1845، قامت بالرقص مع لوسيل جران، وكارلوتا جريسي, وفاني سيريتو في باليه با دي كاتر، الذي قام بتصميمه جولي بيرو.
اشتهرت تاجليوني أيضًا بتقصير تنورتها في عرض الفتاة الرشيقة، الأمر الذي كان يشبه الفضيحة آنذاك. وكان السر وراء تقصير كل تنوراتها هو أنها ترغب في أن يرى الجمهور خطواتها البارعة، وهو ما يستحيل رؤيته مع ارتداء تنورات طويلة. وكان أبوها موافقًا على فكرة تقصير التنورة لأنه كان يرغب في أن يدرك الجمهور براعة أداء ابنته في الرقص على أطراف الأصابع.
اعتزلت تاجليوني الرقص في عام 1847، وأقامت لفترة مؤقتة في «قصر كا-دورو» المطل على الجراند كانال فيفينيسيا. وعندما أعيد هيكلة أوبرا باريس، فُرضت قيود تنظيمية أكثر صرامة واحترافية وكانت تاجليوني هي العقل المفكر لتلك الإجراءات. وقد وقع الاختيار عليها مع كل من مدير معهد «كونسرفتوار دي دانس»، وهو لوسين بيتيبا، وتلميذه السابق مصمم الرقصات لويس ميرانت، للمشاركة في لجنة التحكيم المكونة من ستة أعضاء للمسابقة السنوية الأولى لاختيار «أفضل راقصي الباليه»، والتي عُقدت في 13 أبريل 1860.
وقامت لاحقًا بتدريس الرقص الشعبي للأطفال وسيدات المجتمع، كما أخذت أيضًا عددًا محدودًا من طلبة الباليه في هذه الدروس. من المعروف أنها قامت بتصميم باليه واحد فقط هو «الفراشة» (1860) لتلميذتها إيما ليفري، التي يذكر أنها توفيت في عام 1863 محترقة بعد أن نشبت النيران في حلتها من مصباح يعمل بالغازولين لـ إضاءة المسرح. قام يوهان شتراوس الثاني، بتأليف وتلحين أوبرا «ماري تاجليوني بولكا» (الأوبرا 173) على شرفها باستخدام بعض القطع الموسيقية من عروض الباليه التي شاركت بها.
وتوفيت تاجليوني في مارسيليا في عام 1884.

## وصلات خارجية
- Marie Taglioni, the Italian Ballerina
- Marie Taglioni (1804–1884): A life on toe tip (web presentation of the Taglioni collection in the Netherlands Music Institute)
- Marie Taglioni Biography: A Revolutionary Ballerina